# Timati
Timúr Ildárovich Yunúsov (Тиму́р Ильда́рович Юну́сов en grafía rusa), conocido artísticamente como Timati (Ти́мати) (15 de agosto de 1983 en Moscú, Rusia) es un rapero y actor ruso.

## Biografía

### Primeros años
Yunusov nació el 15 de agosto de 1983 en Moscú, Rusia y se crio en el seno de una familia étnica mixta: su padre, Ildar Yunusov, es tártaro mientras que su madre, Simona Chervomorskaya, es judía. Desde su juventud adoptó el sobrenombre de Timati.
Durante cinco años residió en Los Ángeles con su abuelo compositor y director de orquestas: Yakov Chervomorsk. Allí se graduó en la escuela de música en su cuarto año. Durante su estancia en la facultad de económicas de Moscú decidió abandonar sus estudios para asociarse con YPS Squad. Su primer sencillo salió a la venta con Konaldo.

### Carrera
Previamente colaboró con Detsl., integrante del miembro Banda y cofundador de VIP-77, sin embargo fue en el reality de la cuarta edición de Fabrika zvyozd donde se dio a conocer. También es director ejecutivo de su propio sello discográfico Black Star Inc. En 2006 hizo aparición en la película Zhara, producida por Fyodor Bondarchuk. En 2008 colaboró con Fat Joe en la canción Put U Take It junto con Nox y Raúl. Timati ha colaborado con varios artistas internacionales como Snoop Dogg y Mario Winans de la mano de Michael "Mike" David, su productor en Reino Unido.
En 2011 alcanzó la posición más altas de las principales listas de ventas europeas con el sencillo Welcome to St. Tropez junto con DJ Antoine y Kalenna Harper poco después de ser nominado al mejor videoclip del festival Russia's Capital Moscow con el tema I'm on You.

## Discografía

### Solista
- 2006 Black Star
- 2009 The Boss (álbum de Timati)
- 2012  Swag o Swagg
- 13 (2013)
- Audiokapsula (2014)
- G.T.O. (With L'One)[4] (2015)
- Olimp (2016)[5]

### En colaboraciones
- 2004 New People - con Banda
- 2006 The Album - con VIP 77.

## Filmografía

### Actor
- 2004 Lichniy nomer
- 2005 Muzhskoi sezon: Barkhatnaya revolyutsya
- 2006 Zhara
- 2008 Hitler kaput!
- 2008 Papiny dochki
- 2009 Krasnaya shapochka
- 2010 Kak kazaki

### Doblaje
- 2006 Arthur y los Minimoys
- 2007 Surf's Up
- 2009 Banlieue 13: Ultimatum
- 2009 Arthur and the Revenge of Maltazard

## Galardones
- MTV Russia

2007 Mejor artista de hip hop (Nominado)
2008 Mejor artista de hip hop (Nominado)
2008 Mejor artista (Nominado)
2008 Mejor artista varón (Nominado
- MUZ-TV

2009 Mejor artista de hip hop (Nominado)
2010 Mejor artista de hip hop (Premiado)
2010 Mejor álbum (Premiado)
2010 Mejor vidéoclip (Premiado)
2011 Mejor vidéoclip (Premiado)
- MTV Europe

2009 Mejor artista ruso (Nominado)
2010 Mejor artista ruso (Nominado)
2011 Mejor artista ruso (Nominado)